# Maćkowy Karbik
Maćkowy Karbik (słow. Poľovnícka štrbina, 1720 m) – wąska przełączka w Krywańskiej Grani w słowackiej części Tatr Wysokich. Oddziela wznoszącą się na południowy wschód Wielką Krywańską Strażnicę od Małej Krywańskiej Strażnicy, która znajduje się w kierunku północnym od wcięcia. Jest to pierwsza od dołu spośród szczerbin Krywańskiej Grani. Jako przejście pomiędzy dolinami leżącymi po obu stronach grani, Niewcyrką i Korytem Krywańskim, nie ma praktycznego znaczenia, gdyż względnie łatwo dostępna jest jedynie od strony Koryta Krywańskiego. Do Niewcyrki opada stromy skalisto-trawiasty żleb, którego przejście jest dość trudne (trudności II).
Pierwszego znanego wejścia na Maćkowy Karbik dokonali Alfred Martin i przewodnik Johann Franz senior 20 września 1907. Osiągnęli oni przełączkę żlebem od strony Niewcyrki, po czym kontynuowali wspinaczkę Krywańską Granią. W okresie zimowym pierwsi Maćkowy Karbik osiągnęli Vincent Kecer i František Ždiarsky 24 kwietnia 1964 podczas pierwszego zimowego przejścia całej Krywańskiej Grani. Obecnie wspinaczka w całym masywie Krywania nie jest dozwolona, z wyjątkiem północnej ściany Ramienia Krywania w okresie od 21 grudnia do 20 marca.
Nazwa przełączki nawiązuje do pobliskiego Maćkowego Przechodu i Maćkowej Perci.

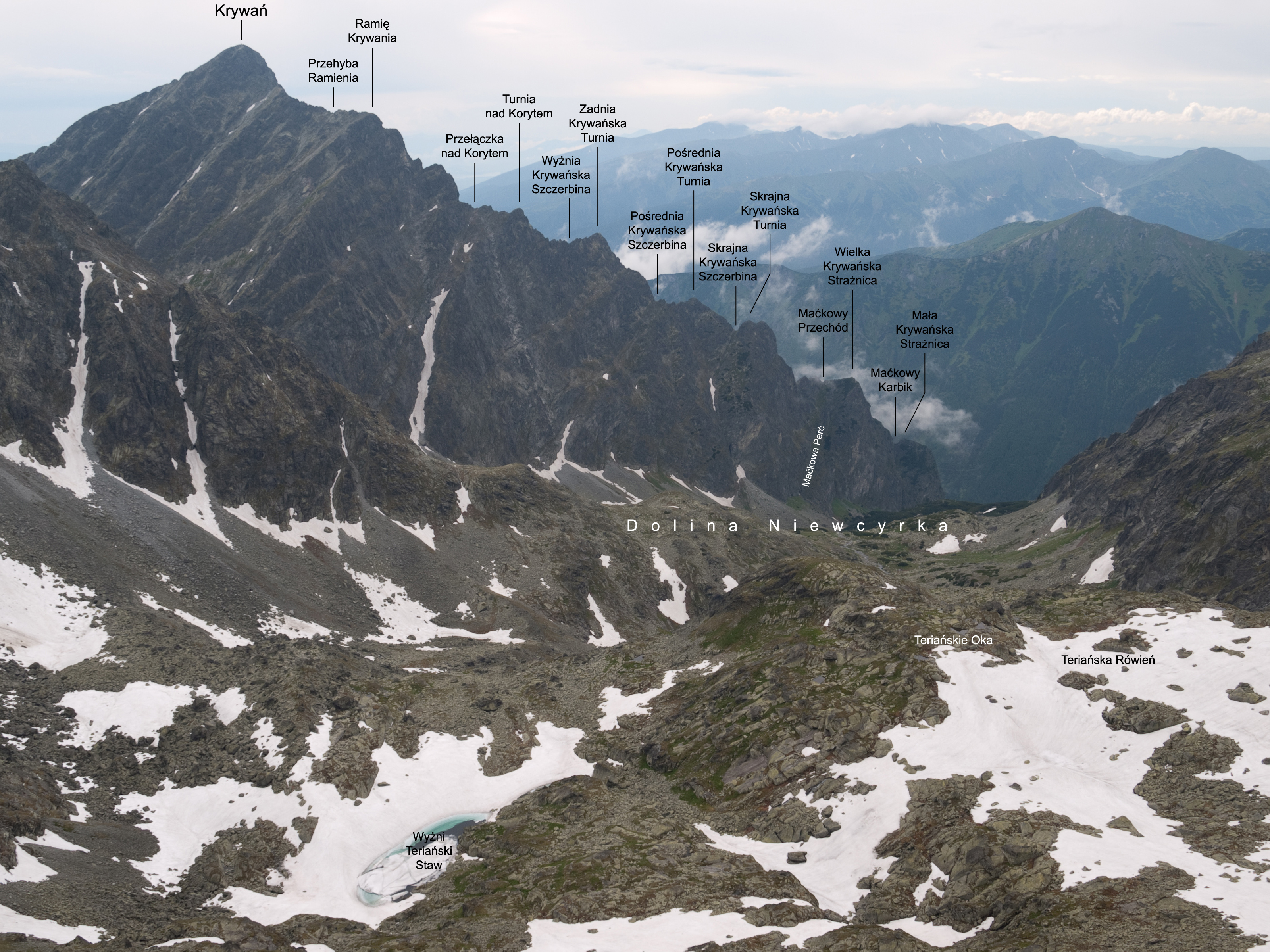
Krywańska Grań – widok z Furkotu